# Charles Dollfus
Pour les articles homonymes, voir Dollfus.
Ne doit pas être confondu avec Charles Dollfus (aéronaute).
Charles Dollfus, né à Mulhouse le 27 juillet 1827 et mort à Paris le 27 novembre 1913, est un philosophe, romancier et essayiste français.

## Biographie
Fils de Jean Dollfus, il fait ses études en Suisse et à Paris, où il fait son droit. Protestant appartenant au courant libéral, «antipapiste militant», selon une expression de René Martin, il s'inscrit au barreau de Paris en 1848, puis à celui de Colmar en 1852. Il ne tarde pas toutefois à suivre ses goûts littéraires et philosophiques. Revenu à Paris, il fonde avec Auguste Nefftzer en 1857 la Revue germanique, plus tard édité sous le titre de Revue moderne, dont il devient directeur. Il entre à la rédaction du Temps, fondé en avril 1861, sous la direction de Nefftzer, et collabore à plusieurs autres revues. Il publie par ailleurs des romans et nouvelles (dont Le Docteur Fabricius qui a inspiré à son neveu Charles Koechlin le poème symphonique du même nom) ainsi que des ouvrages de critique littéraire et de philosophie.

## Choix de publications
- Lettres philosophiques, 1851
- Le Calvaire, 1855 Texte en ligne
- Essai sur la philosophie sociale, 1856 Texte en ligne
- Révélation et révélateurs, 1858 Texte en ligne
- Liberté et centralisation, 1860 Texte en ligne
- La Confession de Madeleine. Le Saule. Le docteur Fabricius, nouvelles, 1863 Texte en ligne
- Études sur l'Allemagne. De l'esprit français et de l'esprit allemand, 1864 Texte en ligne
- Le Dix-Neuvième siècle, 1865 Texte en ligne
- Nouvelle vie de Jésus, par David Strauss, traduite de l'allemand par Auguste Nefftzer et Charles Dollfus, 1865
- Méditations philosophiques, 1866
- Mardoche. La Revanche du hasard. La Villa, nouvelles, 1867 lire en ligne sur Gallica
- De la Nature humaine, 1868 Texte en ligne
- Considérations sur l'histoire. Le Monde antique, 1872
- Un dialogue sur la montagne, 1874
- L'Âme dans les phénomènes de conscience, 1876
- La Plainte humaine, 1891 Texte en ligne Nouvelle édition : La Plainte humaine : Jésus, Bouddha, Darwin, 1895 Texte en ligne
- La Pasteur de Saint-Blaise, 1882
- Les Problèmes : problème économique, problème international, problème religieux, 1893
- Récits intimes, 1893
- À travers monts, 1900
- En regardant vivre les hommes, pensées et fragments, précédés d'une introduction par René Berthelot, 1922
- Au commencement fut le désir, pensées et fragments philosophiques inédits, choisis, assemblés et précédés d'une introduction, par René Martin, 1925

## Source
- Adolphe Bitard, Dictionnaire de biographie contemporaine française et étrangère, Paris, A. Lévy et Cie, 1886